# Morrice James, Baron St Brides
John Morrice Cairns James, Baron St Brides, GCMG, CVO, MBE, PC (* 30. April 1916; † 26. November 1989) war ein höherer britischer Diplomat. Er diente als britischer Hochkommissar (High Commissioner) für Pakistan, Indien und Australien, und war ein Spezialist für die Beziehungen mit Südasien.

## Leben und Wirken
James ging aufs Bradfield College und Balliol College in Oxford. 1939 trat er eine Stelle im Dominions Office in London an und war von April bis August 1940 Privatsekretär des Ministerialrats. Während des Zweiten Weltkriegs trat er im August 1940 zunächst als einfacher Matrose in die Royal Navy ein und begann im Februar 1941 eine Offizierslaufbahn bei den Royal Marines, die er bei Kriegsende im Rang eines Lieutenant-Colonel verließ. 
Er kehrte 1945 ins Dominions Office zurück, das 1947 mit dem India Office zum Commonwealth Relations Office vereinigt wurde, und diente in Südafrika, London und Pakistan, wo er in den 1950er Jahren Leiter der Deputy High Commissions in Lahore and Karatschi war. Er diente dann als Deputy High Commissioner in New Delhi, bevor er 1962 bis 1965 als High Commissioner nach Pakistan zurückkehrte. Von 1968 bis 1971 diente er noch einmal als High Commissioner in New Delhi und wurde 1971 High Commissioner für Australien. 1976 trat er seinen Ruhestand an.
1962 wurde er ins Privy Council aufgenommen und als Knight Commander des Order of St Michael and St George geadelt. 1975 wurde er zum Knight Grand Cross desselben Ordens erhoben. Am 8. Februar 1977 wurde er als Baron St Brides, of Hasguard in the County of Dyfed, zum Life Peer erhoben und wurde dadurch Mitglied des House of Lords.